# Мильково (Камчатский край)

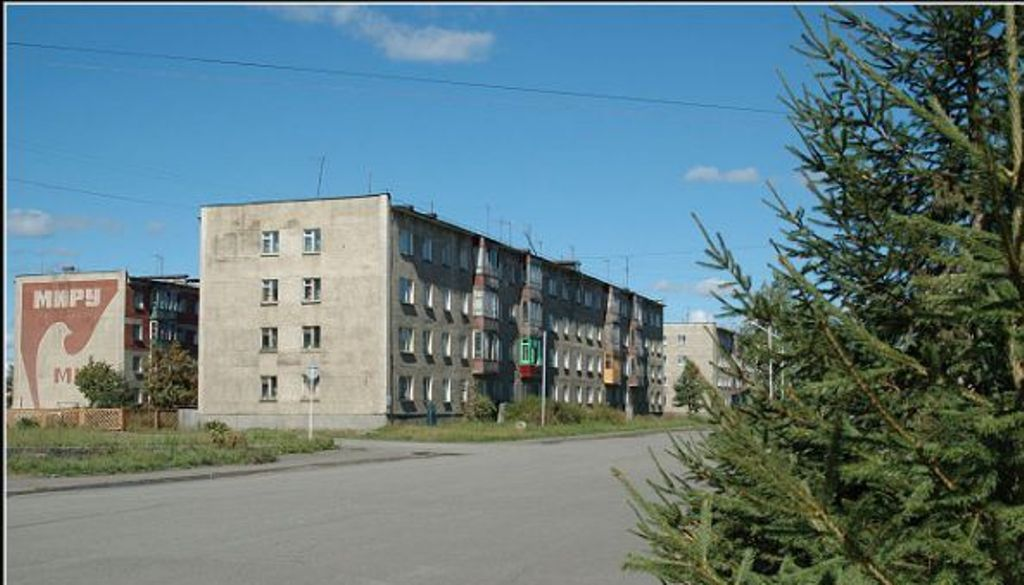
Жилые дома в с. Мильково

Ми́льково — село в России, административный центр Мильковского сельского поселения и Мильковского района Камчатского края.

## География
Мильково расположено в верховьях реки Камчатка, в 300 км на север от Петропавловск-Камчатского, с которым соединено автомобильной дорогой регионального значения Р474.

## История
Впервые упоминается в дневниковых записях Степана Крашенинникова в 1743 году.
В 1733 году императрица Анна Иоанновна своим указом повелела завести земледелие на Камчатке. Для проведения этого указа в 1738 году с берегов Лены на Камчатку было перевезено 20 семей, 5 из которых в 1743 году обосновались на реке Имчерек, которая стала называться Мильковушкой, там и возникло село Мильково.
Большой приток служивого и промышленного люда вызвали походы в связи с освоением Камчатки. Это были казаки и промышленники из Якутии, среди которых особую роль играли анадырские, русские старожилы, а также сибирские казаки, солдаты, крестьяне, мастеровые, обслуживающие экспедиции. Поселившись на новых землях, крестьяне сближались с коренными жителями - ительменами, которые со временем оставили свои землянки и стали жить в избах, начали заниматься скотоводством, огородничеством, усвоили русские способы лова рыбы (сетями). Особого внимания заслуживает способность ительменов делать все без железных инструментов: строить, рубить, долбить, резать, шить, добывать огонь и варить пищу в деревянной посуде.
В 1752 году иркутский купец Семен Глазачев выплавил 20 пудов железа из руды, найденной на берегу реки Амшарик. Вскоре в Мильково был основан железоделательный завод. Однако через 20 лет он прекратил свое существование из-за низкого качества железа и большой его дороговизны по сравнению с завозным.
В 1780 году завезен картофель, и местными жителями быстро освоена эта культура.
B 1818 году в Мильково открылась первая больница, построенная на средства, собранные экипажем парусного корабля «Надежда», участвовавшего в первой русской кругосветной экспедиции.
В 1854 году, когда г.Петропавловск оказался под угрозой захвата англо-французской эскадрой, в Мильково, как и в других селах, был создан отряд обороны и отправлен на помощь защитникам города.
В 1870 году в Милькове открылась церковно-приходская школа. Первым учителем стал едва грамотный псаломщик.
События, происшедшие в России в 1917 году, и последовавшие за ними гражданская война и иностранная интервенция коренным образом изменили жизнь населения Камчатки. Мильковчане активно помогали партизанам в борьбе с японскими интервентами. В селе Толбачик был создан комитет помощи фронту.
В 1934 году властями Мильковского района принято решение о развитии ездового собаководства.
28 мая 1936 года открыто воздушное сообщение Мильково — Петропавловск-Камчатский.
За годы Великой Отечественной войны жители села собрали 3 360 700 рублей личных сбережений, которые пошли на строительство звена бомбардировщиков, танков «Мильковский комсомолец», «Мильковский колхозник», другую боевую технику.
В 1966 году открыто движение по автодороге Петропавловск-Камчатский — Мильково.
По рассказам очевидцев, к 100-летию В.И.Ленина в 1970 году в Мильково было решено водрузить бюст вождя на самую высокую гору Валагинского хребта, находящуюся прямо напротив села. Однако из-за ледника склоны хребта оказались настолько крутыми, что подняться туда оказалось крайне сложно. Поэтому доставить Ильича на гору не удалось — его оставили где-то в распадке.
В 1972 году в Мильково проведены первые в Советском Союзе сельские Олимпийские игры.
В 1975 году в Мильково появились первые телевизоры.
С 2018 года ведется обновление трассы на Мильково.

## Климат
- Среднегодовая температура воздуха — −2,7 °C
- Относительная влажность воздуха — 81,3 %
- Средняя скорость ветра — 4,3 м/с

Климат Мильково имеет черты континентального, так как находится в долине, окружённой горами, и не испытывает такого влияния океана, как побережье. Летом температура может повышаться до 30 градусов тепла и выше, зимой температура может опускаться ниже 40 градусов по Цельсию.
| Среднесуточная температура воздуха в Милькове по данным NASA | Среднесуточная температура воздуха в Милькове по данным NASA | Среднесуточная температура воздуха в Милькове по данным NASA | Среднесуточная температура воздуха в Милькове по данным NASA | Среднесуточная температура воздуха в Милькове по данным NASA | Среднесуточная температура воздуха в Милькове по данным NASA | Среднесуточная температура воздуха в Милькове по данным NASA | Среднесуточная температура воздуха в Милькове по данным NASA | Среднесуточная температура воздуха в Милькове по данным NASA | Среднесуточная температура воздуха в Милькове по данным NASA | Среднесуточная температура воздуха в Милькове по данным NASA | Среднесуточная температура воздуха в Милькове по данным NASA | Среднесуточная температура воздуха в Милькове по данным NASA |
| Янв                                                          | Фев                                                          | Мар                                                          | Апр                                                          | Май                                                          | Июн                                                          | Июл                                                          | Авг                                                          | Сен                                                          | Окт                                                          | Ноя                                                          | Дек                                                          | Год                                                          |
| −16,5 °C                                                     | −15,3 °C                                                     | −11,9 °C                                                     | −6,0 °C                                                      | −0,3 °C                                                      | 8,6 °C                                                       | 12,6 °C                                                      | 11,3 °C                                                      | 6,5 °C                                                       | 0,7 °C                                                       | −8,0 °C                                                      | −14,7 °C                                                     | −2,7 °C                                                      |
| ------------------------------------------------------------ | ------------------------------------------------------------ | ------------------------------------------------------------ | ------------------------------------------------------------ | ------------------------------------------------------------ | ------------------------------------------------------------ | ------------------------------------------------------------ | ------------------------------------------------------------ | ------------------------------------------------------------ | ------------------------------------------------------------ | ------------------------------------------------------------ | ------------------------------------------------------------ | ------------------------------------------------------------ |

## Население
| 1836  | 1926  | 1939  | 1959  | 1970  | 1979  | 1989    |
| ----- | ----- | ----- | ----- | ----- | ----- | ------- |
| 140   | ↗447  | ↗1109 | ↗2427 | ↗5066 | ↗8959 | ↗12 132 |
| 2002  | 2010  | 2012  | 2013  | 2015  | 2016  | 2018    |
| ↘9243 | ↘8251 | ↘8098 | ↘8022 | ↘7815 | ↘7677 | ↘7612   |
| 2020  | 2021  |       |       |       |       |         |
| ↘7400 | ↘7352 |       |       |       |       |         |

## Экономика
Определяющей отраслью экономики района в настоящий момент является лесная и деревообрабатывающая промышленность и сельское хозяйство.

## Достопримечательности
- Историко-краеведческий музей под открытым небом «Острожная стена» (ул. Набережная, 48)
- Этнокультурный центр камчадалов (ул. Победы, 14)
- Дом культуры с панно на стене «Камчатка. Русские и ительмены»
- Памятник Ленину
- Мемориал в честь победы над фашистской Германией

В 2024 году возник «городской конфликт» вокруг панно «Камчатка. Русские и ительмены», которое изображено на местном Доме культуры. Чтобы спасти ценность, решили применить нестандартный подход: провести Всероссийский литературный конкурс «Легенды Мильковской долины». Издательство Это моя земля выпустило путеводитель по Мильково и Мильковской долине по результатам этого конкурса. Егор Прокофьев [и д. р.]. Мильково : Это моя земля. Камчатка. — [б. м.]: Издательские решения (по лицензии Ridero), 2024. — 191 с. — ISBN 978-5-0062-6119-8.

## Образование

### Дошкольное образование
- Детский сад «Тополёк»
- Детский сад «Ручеёк»
- Детский сад «Светлячок»

### Среднее образование
- Мильковская МКОУ СОШ № 1
- КГОБУ "Мильковская средняя школа №2"
- КГОБУ «Мильковская открытая сменная средняя школа»

### Начальное профессиональное образование
- Филиал «Камчатский сельскохозяйственный техникум»

### Дополнительное образование
- Мильковская детско-юношеская спортивная школа
- Районный дом детского творчества
- Мильковкая детская школа искусств

## Культура
В Мильково имеется дом художественной культуры, в селе его называют «РДК», который расположен рядом с площадью Ленина, а также есть отдел Камчатского краевого объединённого музея.
В селе располагается 3 библиотеки: районная, детская и филиал.
В августе ежегодно проводится Рок-фестиваль. Фестиваль проходит с 2012 года, на него съезжаются группы из Петропавловска-Камчатского, Вилючинска, Елизова и других городов и сёл. Между ними проводится конкурс на самую лучшую группу.
В мае\июне проходит ежегодный фестиваль Бликфест «Мильковский Арбат». На него собираются люди с разными творческими направлениями.
В августе проходит большой праздник в честь дня рождения села Мильково.
Зимой здесь проходит трасса гонки на собачьих упряжках «Берингия»

## Спорт
В Мильково действует детско-юношеская спортивная школа, три хоккейных площадки (коробки), стадион «Строитель», лыжная база «Весёлая горка», физкультурно оздоровительный комплекс «Сокол».